# Joseanthus
 Joseanthus  H.Rob., 1989 è un genere di piante angiosperme dicotiledoni della famiglia delle Asteraceae.

## Etimologia
Il nome scientifico del genere è stato definito per la prima volta dal botanico Harold Ernest Robinson (1932-2020) nella pubblicazione " Revista de la Academia Colombiana de Ciencias Exactas, Físicas y Naturales. Bogotá" ( Revista Acad. Colomb. Ci. Exact. 17(65): 210) del 1989.

## Descrizione
L'habitus di queste piante è di tipo arbustivo o arboreo. In queste specie è presente una pubescenza per peli a forma di "T". Gli organi interni contengono lattoni sesquiterpenici.
Le foglie lungo il caule sono disposte in modo opposto. La forma della lamina varia da ellittica a oblunga oppure rotonda. I margini sono interi. Le venature della pagina fogliare sono di tipo pennato. In alcuni casi il picciolo è lobato o alato.
Le infiorescenza, terminali oppure ascellari, sono composte da capolini in agglomerati densamente corimbosi. In alcuni casi le infiorescenze sono sottese da brattee fogliose. I capolini, brevemente peduncolati, sono composti da un involucro formato da 20 - 30 brattee embricate in 4 - 5 serie che fanno da protezione al ricettacolo sul quale s'inseriscono i fiori tubulosi. Le brattee dell'involucro sono per lo più decidue. Il ricettacolo è privo di pagliette.
I fiori, da 9 a 12 per capolino, sono tetra-ciclici (ossia sono presenti 4 verticilli: calice – corolla – androceo – gineceo) e pentameri (ogni verticillo ha in genere 5 elementi). I fiori sono inoltre ermafroditi e actinomorfi (raramente possono essere zigomorfi).
- Formula fiorale:

*/x K {\displaystyle \infty }, [C (5), A (5)], G 2 (infero), achenio
- Calice: i sepali del calice sono ridotti ad una coroncina di squame.
- Corolla: le corolle sono formate da un tubo terminante in 5 lobi a volte fortemente ricurvi; la gola è poco evidente; il colore varia da lavanda a bianco; la superficie è densamente pubescente.
- Androceo: gli stami sono 5 con filamenti liberi e distinti, mentre le antere sono saldate in un manicotto (o tubo) circondante lo stilo.[10] Le antere, sagittate, sono caudate (con code) e a volte anche fimbriate e raramente sono ricoperte di ghiandole. Le appendici delle antere sono sclerificate e glabre. Il polline è tricolporato (con tre aperture sia di tipo a fessura che tipo isodiametrica o poro), è echinato (con punte) ma non "lophato".[11]
- Gineceo: lo stilo è filiforme e provvisto di nodi. Gli stigmi dello stilo sono due divergenti e smussati con la superficie stigmatica posizionata internamente (vicino alla base). La pubescenza è del tipo a spazzola con peli ottusi.[12] L'ovario è infero uniloculare formato da 2 carpelli.

I frutti sono degli acheni con pappo. Gli acheni, a forma da cilindrica a prismatica e con 3 - 8 coste (non sono bicornuti), hanno la superficie sericea e ghiandolosa. All'interno si può trovare del tessuto di tipo idioblasto e rafidi allungati (o possono mancare); non è presente il tessuto tipo fitomelanina. Il pappo, pluriseriato, è formato da setole lineari con squamelle..

## Biologia
- Impollinazione: l'impollinazione avviene tramite insetti (impollinazione entomogama tramite farfalle diurne e notturne).
- Riproduzione: la fecondazione avviene fondamentalmente tramite l'impollinazione dei fiori (vedi sopra).
- Dispersione: i semi (gli acheni) cadendo a terra sono successivamente dispersi soprattutto da insetti tipo formiche (disseminazione mirmecoria). In questo tipo di piante avviene anche un altro tipo di dispersione: zoocoria. Infatti gli uncini delle brattee dell'involucro si agganciano ai peli degli animali di passaggio disperdendo così anche su lunghe distanze i semi della pianta.

## Distribuzione e habitat
Le piante di questo gruppo sono distribuite in Colombia e Ecuador.

## Tassonomia
La famiglia di appartenenza di questa voce (Asteraceae o Compositae, nomen conservandum) probabilmente originaria del Sud America, è la più numerosa del mondo vegetale, comprende oltre 23.000 specie distribuite su 1.535 generi, oppure 22.750 specie e 1.530 generi secondo altre fonti (una delle checklist più aggiornata elenca fino a 1.679 generi). La famiglia attualmente (2021) è divisa in 16 sottofamiglie.

### Filogenesi
Le piante di questo gruppo appartengono alla sottotribù Piptocarphinae descritta all'interno della tribù Vernonieae Cass. della sottofamiglia Vernonioideae Lindl.. Questa classificazione è stata ottenuta ultimamente con le analisi del DNA delle varie specie del gruppo. Da un punto di vista filogenetico in base alle ultime analisi sul DNA la tribù Vernonieae è risultata divisa in due grandi cladi: Muovo Mondo e Vecchio Mondo. I generi di Piptocarphinae appartengono al clade relativo all'America.
La sottotribù, e quindi i suoi generi, si distingue per i seguenti caratteri:
- le foglie basali non sono né di tipo ericoide e neppure embricate;
- la disposizione delle foglie lungo il caule è sia opposta che alternata;

- i capolini in genere hanno pochi fiori (meno di 20).

Altre caratteristiche, ritenute in passato più significative, come le punte smussate dei peli dello stilo e i peli stellati, ora sono considerate caratteristiche secondarie o “deboli”.
In precedenza la tribù Vernonieae, e quindi la sottotribù (Piptocarphinae) di questo genere, era descritta all'interno della sottofamiglia Cichorioideae. Alle analisi del DNA la sottotribù appare parafiletica e con le sottotribù Vernoniinae, Lepidaploinae e Elephantopinae forma un "gruppo fratello".
I caratteri distintivi per le specie di questo genere ( Joseanthus) sono:
- le foglie lungo il caule hanno una disposizione opposta;
- i fiori per capolino sono 9 - 12.

### Elenco delle specie
Questo genere ha 4 specie:
- Joseanthus chimborazensis (Hieron.) H.Rob.
- Joseanthus cuatrecasasii  H.Rob.
- Joseanthus sparrei  (H.Rob.) H.Rob.
- Joseanthus trichotomus  (Gleason) H.Rob.